# Charlotte Ritchie
Charlotte Anne Elise Ritchie (Londen, 29 augustus 1989) is een Engels actrice. Ze speelde in diverse films en series, waaronder Wonka, Call the Midwife en You.

## Filmografie

### Film
- 2004: The Open Doors, als Vera
- 2005: Harry Potter and the Goblet of Fire, als student
- 2014: The Portrait, als Eva Burrell
- 2016: Time Traveller's Support Group, als Lina
- 2018: Man of the Hour, als Gemma
- 2018: MatchBox, als Imogen
- 2019: Capital, als Charlotte Quince-Wheatley
- 2021: REPEAT, als Emily Moore
- 2023: Partygate, als Helen MacNamara
- 2023: Wonka, als Barbara
- 2024: The Assessment, als Serena
- 2025: Hostages, als Charlie

### Televisie
- 2009: Life of Riley, als Emily Owen
- 2011-2016: Fresh Meat, als Melissa "Oregon" Shawcross
- 2012: Doctors, als Becky Foley
- 2014: This Thing Called Love, als Alice Barber
- 2014-2016: Siblings, als Hannah
- 2015-2018: Call the Midwife, als zuster Barbara Gilbert
- 2016: Raised by Wolves, als Ruby
- 2019: Doctor Who, als Lin
- 2019: Death in Paradise, als Iris Shephard
- 2019: Stath Lets Flats, als Harriet
- 2019-2023: Ghosts, als Alison Cooper
- 2019-2021: Dead Pixels, als Alison
- 2020: McDonald & Dodds, als Irene Ross
- 2020: The Other One, als Kitty
- 2020-2021: Feel Good, als George
- 2022-2024: Grantchester, als Bonnie Evans
- 2023-2025: You, als Katherine "Kate" Galvin-Lockwood
- 2023: Partygate, als Helen MacNamara

### Computerspellen
- 2014-2016: Dreamfall Chapters, als Zoë Castillo
- 2021: Bravely Default II, als Gloria